# Décès en avril 1992
Décès
- 1988
- 1989
- 1990
- 1991
- 1992
- 1993
- 1994
- 1995
- 1996

Pour une information complémentaire, voir la page d'aide.

| Date      | Nom                                   | Activités | Âge | Source |
| --------- | ------------------------------------- | --- | --- | ------ |
| 1er avril | Nigel Preston (en)                    | batteur anglais | 28  |        |
| 1er avril | Michael Havers, Baron Havers          | barristeur et homme politique britannique                                                                                          | 69  |        |
| 2 avril   | Juan Gómez González                   | footballeur espagnol | 37  |        |
| 2 avril   | Tomisaburo Wakayama                   | acteur japonais | 62  |        |
| 3 avril   | Ivan Rukavina (en)                    | soldat et homme politique croate                                                                                                   | 80  |        |
| 3 avril   | Roger Kindt                           | coureur cycliste belge | 46  |        |
| 4 avril   | Arthur Russell                        | compositeur, chanteur et violoniste américain                                                                                      | 40  |        |
| 4 avril   | Louis Ferrand                         | peintre, graphiste et illustrateur français                                                                                        | 87  | (en)   |
| 4 avril   | Yvette Brind'Amour                    | actrice québécoise | ?   |        |
| 5 avril   | Albert Nelson                         | footballeur français | 35  |        |
| 5 avril   | Sam Walton                            | homme d'affaires et entrepreneur américain, fondateur de la chaîne de centres commerciaux Wal-Mart                                 | 74  |        |
| 6 avril   | Erling Wikborg                        | homme politique norvégien | 97  |        |
| 6 avril   | Isaac Asimov                          | écrivain américain, né russe | 72  |        |
| 7 avril   | Antonis Tritsis (en)                  | homme politique grec, maire d'Athènes du 1er janvier 1991 au 7 avril 1992                                                          | ?   |        |
| 7 avril   | Ace Bailey                            | joueur de hockey canadien | 88  |        |
| 8 avril   | Daniel Bovet                          | pharmacologue italien, né suisse, Prix Nobel de médecine 1957                                                                      | 85  |        |
| 10 avril  | Peter Mitchell                        | chimiste britannique | 71  |        |
| 10 avril  | Cec Linder                            | acteur canadien | 71  |        |
| 10 avril  | Sam Kinison (en)                      | acteur américain | 38  |        |
| 11 avril  | James Brown                           | acteur américain | 72  |        |
| 11 avril  | Eve Merriam (en)                      | romancière et poétesse américaine                                                                                                  | 85  |        |
| 11 avril  | Alejandro Obregón                     | peintre colombien, né espagnol | 71  |        |
| 13 avril  | Maurice Sauvé                         | économiste et homme politique canadien, québécois, époux de Jeanne Sauvé, née Benoit, 23e gouverneur général du Canada (1984-1990) | 68  |        |
| 15 avril  | Roméo Pérusse                         | acteur québécois | 65  |        |
| 15 avril  | Mud Bruneteau                         | joueur de hockey canadien | 77  |        |
| 15 avril  | Otis Barton                           | plongeur sous-marin, inventeur et acteur américain                                                                                 | 92  |        |
| 15 avril  | Frank Richards                        | acteur américain | 82  |        |
| 16 avril  | Andy Russell                          | chanteur américain | 72  |        |
| 16 avril  | Neville Brand                         | acteur américain | 71  |        |
| 17 avril  | Teddy Aeby                            | graveur, dessinateur, peintre et professeur de dessin suisse                                                                       | 63  |        |
| 19 avril  | Frankie Howerd                        | acteur et scénariste britannique                                                                                                   | 75  |        |
| 19 avril  | Kristen French (en)                   | étudiante canadienne, victime de kidnapping et de meurtre                                                                          | 15  |        |
| 20 avril  | Benny Hill                            | humoriste, acteur et chanteur britannique                                                                                          | 68  |        |
| 22 avril  | Gunnar Jakobsen (en)                  | homme politique norvégien | 76  |        |
| 23 avril  | Tanka Prasad Acharya (en)             | homme d'État et homme politique népalais, 20e premier ministre du Népal du 27 janvier 1956 au 26 juillet 1957                      | ?   |        |
| 23 avril  | Satyajit Ray                          | réalisateur, écrivain et compositeur indien, bengali                                                                               | 70  |        |
| 25 avril  | Yutaka Ozaki                          | chanteuse japonais | 26  |        |
| 26 avril  | Julian Amyes                          | réalisateur, acteur et producteur de cinéma et de télévision britannique                                                           | 74  |        |
| 27 avril  | Gerard K. O'Neill                     | physicien américain | 65  |        |
| 27 avril  | Olivier Messiaen                      | compositeur, organiste, pianiste, ornithologue et pédagogue français                                                               | 83  |        |
| 28 avril  | Iceberg Slim                          | écrivain américain | 63  |        |
| 28 avril  | V. K. Gokak (en)                      | écrivain indien | 82  |        |
| 28 avril  | Elfed Davies, Baron Davies of Penrhys | homme politique britannique | 89  |        |
| 28 avril  | Paraschkew Chadschiew                 | compositeur bulgare | 80  |        |
| 28 avril  | Francis Bacon                         | artiste irlandais | 82  |        |
| 29 avril  | Mae Clarke                            | actrice américaine | 81  |        |
| 29 avril  | Stephen Oliver                        | compositeur anglais | 42  |        |
| 30 avril  | Stojan Ćelić                          | peintre, critique d'art et illustrateur serbe puis yougoslave                                                                      | 67  |        |